# Resident Evil Gaiden
Resident Evil Gaiden, pubblicato in Giappone come Biohazard Gaiden (バイオハザード外伝?, Baiohazādo Gaiden), è un videogioco della serie Resident Evil della Capcom, pubblicato nel 2001 per Game Boy Color.
Questo episodio narra le vicende di due personaggi già visti nei capitoli precedenti: Leon Scott Kennedy (protagonista di Resident Evil 2), e Barry Burton (personaggio di supporto di Jill Valentine in Resident Evil).

## Trama
Il titolo presenta un'epidemia di virus T su una nave passeggeri di lusso, la Starlight. Un'organizzazione clandestina creata per porre fine alle operazioni globali della Umbrella Corporation (società responsabile del disastro di Raccoon City) invia Leon Scott Kennedy sul transatlantico per indagare sulla presenza a bordo di un nuovo tipo di Arma Bio-Organica (B.O.W.) sviluppato dalla Umbrella. La base perde il contatto con lui, e circa 24 ore dopo Barry Burton viene inviato per scoprire cosa gli sia accaduto e verificare l'effettiva esistenza della nuova arma.
Dopo aver scoperto che l'equipaggio e i passeggeri a bordo della nave si sono trasformati in zombi, Barry attraversa la nave e trova di una ragazza di nome Lucia, apparentemente l'unica persona sulla nave a non essere stata infettata, che per qualche ragione è in grado di rilevare la presenza delle nuove armi Umbrella e possiede anche alcune altre capacità misteriose. Lucia viene poi rapita da questa nuova arma (chiamata semplicemente B.O.W. Tyrant), ma Barry riesce a salvarla e a mettere in fuga la creatura (grazie anche all'aiuto di Leon, da lui rinvenuto privo di sensi in precedenza). Il gruppo scopre che il mostro dovrebbe avere sangue verde e, successivamente, un'esplosione manda in fiamme la nave. Il gruppo si divide; Leon e Lucia vanno ad attivare il sistema di irrigazione per evitare che l'incendio raggiunga la sala macchine facendo saltare tutto in aria. Più tardi, Barry riesce a mettersi in contatto con un sottomarino della Umbrella e chiede di organizzare una sorta di scambio. Quando i tre si ricongiungono, Barry rapisce Lucia e fugge nel sottomarino. Nel frattempo, una seconda esplosione colpisce la Starlight e Leon torna indietro fino alla sala macchine a cercarne la fonte, scoprendo che il Tyrant ha distrutto il convertitore di carburante, nel tentativo di far saltare la nave e distruggere tutte le prove.
La scena si sposta poi al sottomarino, dove Barry rivela al capitano che ha fatto finta di rapire Lucia per ingannare la Umbrella e permettere loro di lasciare la nave. Scopre anche che l'obiettivo del capitano è Lucia, in quanto ospite di un parassita (chiamato "B.O.W. Parasite", la vera nuova arma sviluppata dalla Umbrella) capace di crescere in qualsiasi organismo e di trasformarlo in una potente B.O.W. nel giro di dieci giorni. Il Tyrant sulla Starlight aveva proprio la missione di recuperare Lucia. Barry costringe i chirurghi a bordo a rimuovere il parassita dalla ragazza, ma la creatura si libera dal piano di contenimento e infetta il capitano, trasformandolo in uno zombi. Da lui il parassita si estende all'intero equipaggio, uccidendolo, e trasformando alcuni uomini in alcune B.O.W. più potenti dei normali zombi. Barry e Lucia abbandonano il sottomarino e tornano a bordo della Starlight, quasi affondata dopo la seconda esplosione, al fine di salvare Leon. Ben presto si trovano davanti quello che sembra essere Leon, ma i due scoprono che la B.O.W. è un mutaforma e che ha assunto l'aspetto del loro partner. Riescono a fuggire e incontrano un altro Leon nella sala macchine. Insieme, i tre tornano al ponte, dove il Tyrant lancia Lucia in mare. Barry riesce a salvarla, ma poi un'altra Lucia appare accanto a loro. La vera ragazza afferra un coltello e ferisce la propria mano per mostrare il suo sangue rosso, confermando così la sua identità. La falsa Lucia (che era solo il parassita mutato per sembrare la ragazza) muta in una nuova forma di Tyrant, più potente della precedente. Il gruppo sconfigge la B.O.W. in una battaglia all'ultimo sangue e scappa nell'ormai abbandonato sommergibile. Lucia, con l'estrazione del parassita, ha perso i suoi misteriosi poteri; Barry si offre di adottarla e di farla vivere con sé e la sua famiglia.
Nella scena finale è mostrato un piccolo taglio sul collo di Leon, dal quale fuoriesce del sangue verde, rivelando quindi di essere il parassita sotto mentite spoglie, ora non più percepibile da Lucia. Cosa sia accaduto al vero Leon non è spiegato.

## Modalità di gioco
Il gameplay non è prettamente identificabile in un survival horror, dati i limiti tecnici della console, seppure il gioco mantenga lo spirito horror della serie.
Il gioco presenta tre personaggi giocabili e consiste nell'esplorare aree, raccogliendo oggetti e lottando contro i nemici nel progredire del gioco. A differenza degli altri titoli della serie, Resident Evil Gaiden assume una prospettiva dall'alto, e quando ci si avvicina ad un nemico cambia ad una modalità di combattimento in prima persona, con una barra in continuo movimento da sinistra a destra. Per attaccare, il giocatore deve premere il pulsante "A" mentre la barra è nel campo del nemico (più o meno esteso a seconda di quanto questi è vicino al giocatore); più il pulsante viene premuto quando la barra è al centro del campo nemico, più l'attacco è forte; per alcune armi (come il fucile) anche la distanza determina l'efficacia un attacco (quando i nemici sono vicini, il danno è maggiore).

## Oggetti

### Armi
- Coltello
- Pistola
- Pistola a gas
- Fucile
- Fucile d'assalto
- Lanciagranate
- Lanciarazzi

### Armature
- Blue Armor - riduce i danni di una piccola quantità
- Purple Armor - riduce i danni di una media quantità
- Yellow Armor - riduce i danni di una grande quantità

### Altri oggetti
- Erba verde - recupera una piccola quantità di salute
- Erba gialla - recupera una media quantità di salute
- Erba rossa - recupera una grande quantità di salute
- Erba blu - cura dall'avvelenamento
- Erba viola - cura dall'avvelenamento e recupera una grande quantità di salute

## Accoglienza
Resident Evil Gaiden ha ricevuto recensioni generalmente sfavorevoli da parte della critica. GamePro ha osservato che la presentazione visiva si discosta parecchio dalla prevista atmosfera raccapricciante. IGN ha criticato il gioco per il suo poco pratico sistema di salvataggio (accessibile solo al raggiungimento di un obbiettivo) e per i suoi puzzle, ridotti ad una banale raccolta di chiavi e altri oggetti. Anche GameSpot ha avanzato le stesse critiche, anche se ha applaudito la trama per le sue alterne vicende. Computer and Video Games ha criticato la grafica, ma ha trovato gli enigmi alla pari con quelli di altri capitoli della serie, e ha elogiato il sistema di battaglia.